# Tänzers Original Grudeofenfabrik

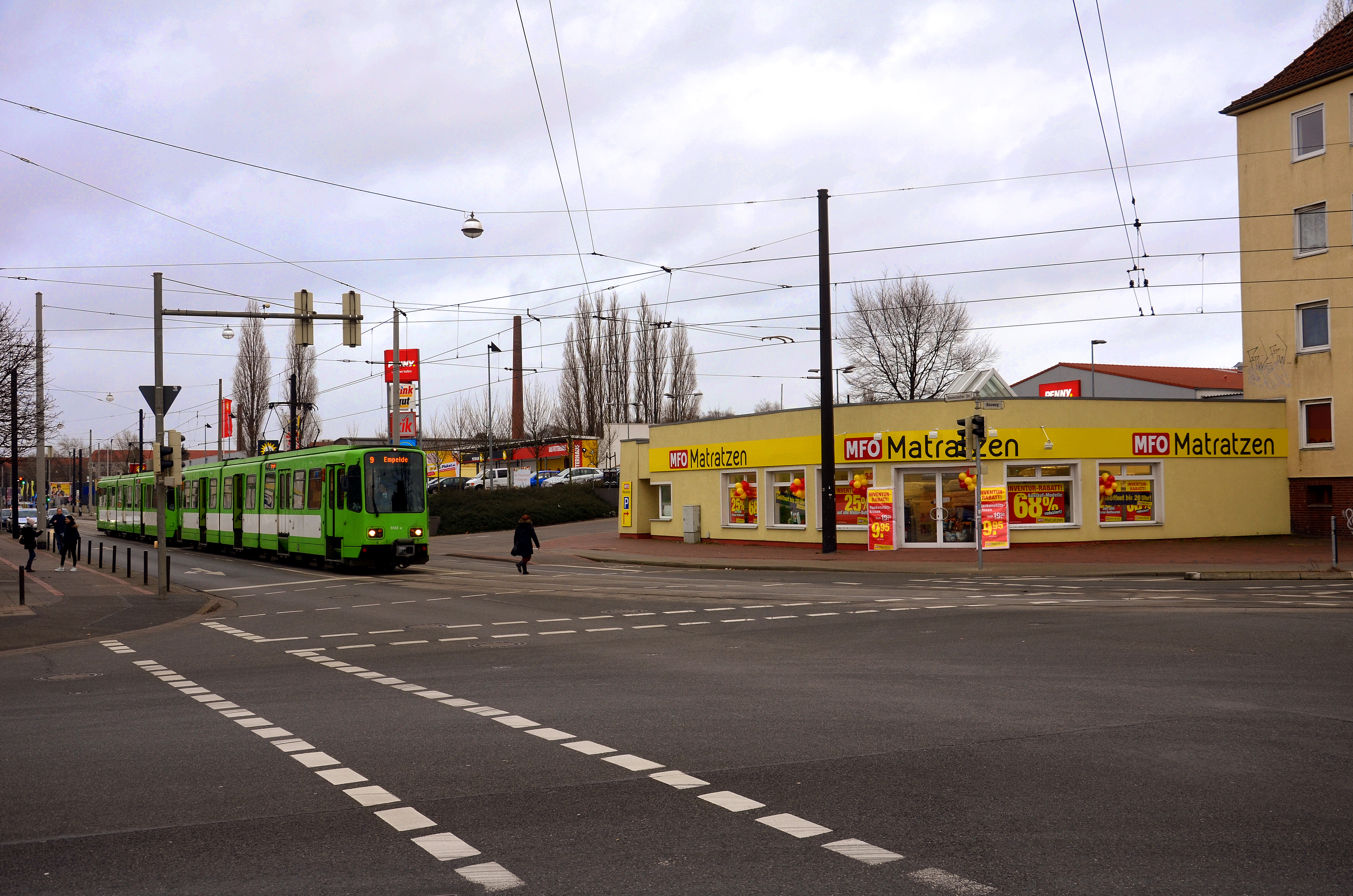
Das ehemalige Pförtnerhaus der Grudeofenfabrik, hier als gelbe Verkaufsstelle von MFO Matratzen in der Davenstedter Straße 109G Ecke Bauweg in Linden-Mitte nahe dem Lindener Hafen

Die Tänzers Original Grudeofenfabrik in Hannover war ein 1882 gegründeter Grude-Ofen-, Herd- und Strickmaschinen-Produzent und -Exporteur.

## Geschichte

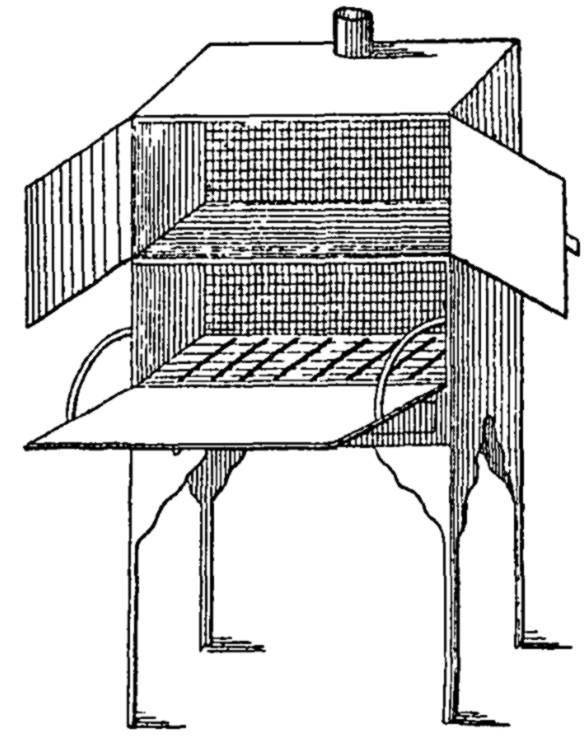
Ein Grude-Ofen aus der Zeit um Friedrich Kochheims Geburt

Das Unternehmen nahm seinen Anfang zur Gründerzeit des Deutschen Kaiserreichs, nachdem der Rat der Stadt Leipzig im Jahr 1882 dem Schlosser Hermann Tänzer das Recht zur Herstellung von Grudeherden gewährte. Die vorgestellte Konstruktion einer „[...] transportablen Grude“ war Tänzers eigene Erfindung, war genauer gesagt sogar zwei Erfindungen, nämlich eine Wärmetruhe zum einen und zugleich ein bewegliche. Tänzers anfänglich noch kleine Werkstatt, die spätere als GmbH firmierte, wurde 1908 nach Hannover verlegt. Aber schon im „Leipziger Kalender 1906“ inseriert Tänzer und vermeldet ca. 7000 Öfen im Betrieb.
Nach dem Ersten Weltkrieg und im Jahr des Höhepunktes der Deutschen Hyperinflation übernahm der Ingenieur Friedrich Kochheim 1923 die Herstellung von Tänzers Gruden, entwickelte dann einerseits den Herd technisch weiter und leitete andererseits den ständig an Umfang wachsenden Betrieb am Bauweg 38 nahe dem Lindener Hafen. Ebenfalls 1923 firmierte das mit mehrfach auf Ausstellungen mit Goldmedaillen ausgezeichnete Unternehmen erstmals als Tänzers Original-Grudeofen-Fabrik.
In der Zeit des Nationalsozialismus wurde Friedrich Kochheim – wie andere deutsche Industrielle auch – im Sommer 1934 förderndes Mitglied der SS, „[...] ob freiwillig oder gezwungen, lässt sich heute nicht mehr klären.“ 1938 war Tänzers Original Grudeofenfabrik in Leipzig Aussteller auf der Baumesse im Rahmen der Leipziger Frühjahrsmesse.
Mitten im Zweiten Weltkrieg wurde Kochheim 1942 jedoch wegen „staatsfeindlicher Äußerungen“ denunziert und von der Gestapo verhaftet, wurde dann in verschiedene Gefängnisse und Konzentrationslager verbracht. Unterdessen wurden während der Luftangriffe auf Hannover die Werkhallen und der gesamte Maschinenpark durch Fliegerbomben zerstört, zudem kamen langjährige Mitarbeiter unter den Trümmern zu Tode.
Nach dem Krieg wurde die Tänzers Original-Grudeofenfabrik GmbH nach und nach wieder aufgebaut, auch noch nach dem Tode von Friedrich Kochheim im Jahr 1955. Aufgrund der Deutschen Teilung konnte der Grudekoks dann allerdings nicht mehr aus dem Osten Deutschlands, der seinerzeitigen Deutschen Demokratischen Republik beschafft werden. In der Folge stellte die hannoversche Ofenfabrik die Produktion um von der Herstellung der bewährten Grudeöfen hin zu neu entwickelten und verschiedenen Typen von Allesbrenner-Heißluftöfen, die neben Kohle, Holz und Torf beispielsweise auch mit Öl befeuert werden konnten. Zudem konnten die neuen Herde, die bald auch in verschiedene Länder Europas exportiert wurden, auch an Zentralheizungen angeschlossen werden, um damit etwa Einfamilienhäuser zu beheizen.
Ein zweites wirtschaftliches Standbein bildete nach dem Krieg die neu aufgenommene Produktion von Handstrickapparaten: Die Strickmaschinen mit dem Marken-Namen „Strick-Matador“ wurden bis in verschiedene Länder in Übersee exportiert.
In den 1950er Jahren gab das Unternehmen eine Firmenschrift heraus unter dem Titel Von Nofretete bis Tänzer ....
1965 war Tänzers Original Grudeofenfabrik in Band 1 von Hoppenstedts Handbuch der Großunternehmen (HbGU) gelistet. 1968 wurde das Unternehmen aufgelöst.

## Patente (Auswahl)
- Gebrauchsmuster  DE1739106U: Vorsatzgerät für Flachstrickgeräte zum Rechts- und Linksstricken. Angemeldet am 28. April 1955, veröffentlicht am 7. Februar 1957, Anmelder: Tänzers Original Grudeofenfabrik.‌

## Schriften
- Von Nofretete bis Tänzer. Ein Streifzug durch vier Jahrtausende. 168 zum Teil illustrierte Seiten sowie eine Beilage, hrsg. von Tänzer's Original-Grudeofenfabrik G.m.b.H., Hannover-Linden. Zusammenstellung, Gestaltung und Zeichnungen: E. A. Meyer-Niehof, Hannover-Linden, [o. D., circa 1953]

## Archivalien
Archivalien von und über Tänzers Original Grudeofenfabrik finden sich beispielsweise
- als Firmenschrift von Taenzer's Original-Grudeofenfabrik (Hannover) im Deutschen Museum[8]